# Otep
Otep (також назву записують як OTEP або OT3P) — американський ню-метал гурт, заснований у 2000 році в Лос-Анджелесі. Виділяється мелодійним жіночим вокалом у поєднанні з ґроулінгом. Гурт випустив два міні-альбоми, вісім студійних альбомів та один концертний. Останнім часом Otep працюють із лейблом Napalm Records.

## Історія

### Ранні роки,JihadтаSevas Tra(2000—2003)
Гурт був заснований у 2000 році в Лос-Анджелесі. Назва Otep походить від імені вокалістки — Отеп Шамаї, а також є анаграмою слова «poet» (поет). Гурт був запрошений виступити на фестивалі Ozzfest після того, як Шерон Осборн побувала на їхньому концерті — ще тоді, коли вони не мали підписаного жодного контракту із жодним лейблом звукозапису. З того часу вони брали участь у фестивалі Ozzfest декілька разів. Otep успішно підписали перший контракт із лейблом Capitol Records вже після декількох виступів, і при цьому — без жодного демо-запису, — виключно завдяки якості своїх концертів. Вони стали давати часті виступи по Лос-Анджелесі, і невдовзі, у 2001 році, вийшов перший міні-альбом гурту — Jihad.
Гурт випустив свій альбом Sevas Tra із Террі Дейтом 18 червня 2002 року, а потім ще зіграв декілька виступів на Ozzfest, де вважався одним із хедлайнерів фестивалю 2002 року. Перший їх виступ на Ozzfest відбувся у 2001 році, і був всього лише восьмим за рахунком в історії гурту. Перший студійний альбом Otep досяг 145-ї сходинки чарту Billboard 200 та 86-ї чарту UK Albums Chart.

### House of Secrets(2004—2006)
27 липня 2004 року Otep випустили свій другий альбом — House of Secrets, продюсером якого став Ґреґ Веллс. Альбом досяг 93-ї сходинки чарту Billboard 200 та 102-ї французького чарту.

### The Ascension(2007—2008)
Після трьох років концертних турів, 20 березня 2007 року гурт підписує контракт із лейблом Koch Records, після чого випускає свій четвертий альбом під назвою The Ascension, та розпочинає навесні того ж року новий концертний тур на його підтримку — спільно із гуртом Static-X. Попри оголошену дату виходу, випуск альбому запізнився на невизначений час через злиття лейблів Capitol Records та Virgin Records, яке відбувалося саме в той період. Після виходу альбом досяг 81-ї сходинки чарту Billboard 200 та 6-ї чарту Independent Albums. Було розпродано близько 10 200 копій альбому вже в перший тиждень після виходу.

### Smash the Control Machineта вихід з гурту Джея Мак-Ґвайра (2009—2010)
У 2009 році Otep підписали контракт із лейблом Victory Records. Їхній наступний альбом, Smash the Control Machine, вийшов 18 серпня того ж року, а його особливістю стало возз'єднання давнішніх учасників гурту — Марка «Moke» Бістані (ударні) та Роба Паттерсона (гітара). Також участь у записі альбому взяли Коічі Фукуда (фортепіано) та Емілі Отем (скрипка), а також варто зауважити спільне написання текстів із Голлі Найтом, результатом якого стала пісня «You're a Woman Now». Голлі Найт раніше взяв участь у написанні композиції «Perfectly Flawed» з альбому Otep під назвою The Ascension. Smash the Control Machine досяг 47-ї сходинки чарту Billboard 200 та 6-ї чарту Independent Albums.
Гурт появився, разом із 2Cents, Five Finger Death Punch та Shadows Fall, в концертному турі «Shock & Raw Tour», який проходив Північною Америкою восени 2009 року.
30 вересня 2010 року басист Джей Мак-Ґвайр покинув гурт.

### AtavistтаSounds Like Armageddon(2011—2012)
26 квітня 2011 року гурт Otep випустив свій п'ятий студійний альбом — Atavist. Альбом досяг 61-ї позиції чарту Billboard 200, та 10-ї — в чарті Independent Albums, а також 19-ї — в US Rock Charts.
6 листопада 2012 року Otep випустили свій перший концертний альбом, Sounds Like Armageddon.

### Hydraта нещодавня діяльність (2013-дотепер)
Перед виходом альбому співачка Отеп Шамая повідомила в інтерв'ю, що Hydra стане останнім альбомом її гурту. Альбом вийшов 22 січня 2013 року, зайнявши 133 сходинку чарту Billboard 200. Однак гурт продовжує подорожувати з концертними турами, в основному — містами східного узбережжя США та Австралії, даючи виступи в рамках їхнього туру Sounds of Armageddon.

## Стиль та впливи
Стиль гурту — це в основному ню-метал. Також одним із основних стилів гурту вважається альтернативний метал. Крім того, музику Otep також називали готичним, індастріал- та дез-металом. AllMusic описали стиль гурту як «артхаусний ню-метал» («art house nu-metal»). До гуртів та виконавців, які справили значний вплив на творчість гурту Otep, належать Sepultura, Black Sabbath, Tool, Deftones, Pantera, Korn, The Doors, Slipknot, Celtic Frost, Skinny Puppy, Slayer, Alice in Chains, Siouxsie and the Banshees, L7, Babes in Toyland, Melvins, Nine Inch Nails, Marilyn Manson, Hole та Nirvana.

### Нагороди
У 2004 році музичний відеокліп на сингл «Warhead» увійшов у топ-десятку музичної програми Headbanger's Ball на MTV.
У 2010 році Отеп Шамая була номінована на нагороду GLAAD Media Awards, де отримала статус «Видатної музичної виконавиці» («Outstanding Music Artist») за альбом Smash the Control Machine на 21-й церемонії GLAAD Media Awards.

## Учасники гурту

### Теперішні учасники
- Отеп Шамая — вокал (2000-дотепер)
- Арі Мігалопулос — гітари (2011-дотепер)
- Браян Волфф — ударні (2007—2008, 2013-дотепер)
- Корі Волфорд — баси (2013-дотепер)

### Колишні учасники
- Роб Паттерсон — гітари  (2001—2004, 2009)
- Тарвер Марш — гітари (2000—2001)
- Дейв «Spooky» Агілера — гітари (2000—2001)
- Джейсон «eViL J» Мак-Ґвайр — баси (2000—2010)
- Джастін Кір — ударні (2006—2008)
- Марк «Moke» Бістані — ударні (2001—2004, 2009)

### Музиканти-учасники концертних турів
| Гітари - Лі Райос — гастрольні гітари (2004) - Скотті Сі-Ейдж — гастрольні гітари (2005) - Аарон Нордстром — гастрольні гітари (2007—2008) - Стівен Барбола — гастрольні гітари (2008—2010) - Арі Мігалопулос — гастрольні гітари (2011-дотепер) | Ударні - Скотт Куґан — гастрольні барабани (2003) - Даґ Пеллерін — гастрольні барабани (2004—2005) - Дейв Джентрі — гастрольні барабани (2008—2010) - Джо Фокс — гастрольні барабани (2011) - Чейз Брікенден — гастрольні барабани (2010) - Джастін Кір — гастрольні барабани (2013) |

## Дискографія

### Студійні альбоми
| Sevas Tra                                                                               | - Випущено: 18 червня, 2002 - Лейбл: Capitol - Формат: CD, цифрове завантаження           | 145  | —  | —  | —   | 86 |
| House of Secrets                                                                        | - Випущено: 27 липня, 2004 - Лейбл: Capitol - Формат: CD, цифрове завантаження            | 93   | —  | —  | 102 | —  |
| The Ascension                                                                           | - Випущено: 30 жовтня, 2007 - Лейбл: Capitol, Koch - Формат: CD, LP, цифрове завантаження | 81   | 6  | 25 | —   | —  |
| Smash the Control Machine                                                               | - Випущено: 18 серпня, 2009 - Лейбл: Victory - Формат: CD, цифрове завантаження           | 47   | 6  | 13 | —   | —  |
| Atavist                                                                                 | - Випущено: 26 квітня, 2011 - Лейбл: Victory - Формат: CD, цифрове завантаження           | 61   | 10 | 19 | —   | —  |
| Hydra                                                                                   | - Випущено: 22 січня, 2013 - Лейбл: Victory - Формат: CD, цифрове завантаження            | 133  | 22 | 39 | —   | —  |
| Generation Domm                                                                         | Випущено: 15 квітня, 2016 Лейбл: Napalm Records Формат: CD, LP                            | 109  | 10 | 13 | -   | -  |
| Kult 45                                                                                 | Випущено: 27 липня, 2018 Лейбл: Napalm Records Формат: CD, LP                             | _[A] | 11 | -  | -   | -  |
| The God Slayer                                                                          | Випущено: 15 вересня 2023                                                                 | -    |    |    | -   | -  |
| «—» позначає записи, які не увійшли у чарти, або ж не були випущені на даній території. |                                                                                           |      |    |    |     |    |

### Концертні альбоми
| Назва                  | Деталі щодо альбому                                                               |
| ---------------------- | --------------------------------------------------------------------------------- |
| Sounds Like Armageddon | - Випущено: 6 листопада, 2012 - Лейбл: Victory - Формат: CD, цифрове завантаження |

### Міні-альбоми
| Назва              | Деталі щодо альбому                                                             |
| ------------------ | ------------------------------------------------------------------------------- |
| Jihad              | - Випущено: 19 червня, 2001 - Лейбл: Capitol - Формат: CD, цифрове завантаження |
| Wurd Becomes Flesh | - Випущено: 2005 - Лейбл: Самвидав - Формат: CD                                 |

### Сингли
| Назва                                                                                 | Рік  | Пікова чартова позиція | Пікова чартова позиція | Альбом                    |
| Назва                                                                                 | Рік  | Act. Rock (США)        | Main. Rock (США)       | Альбом                    |
| ------------------------------------------------------------------------------------- | ---- | ---------------------- | ---------------------- | ------------------------- |
| «T.R.I.C. / The Lord Is My Weapon»                                                    | 2001 | —                      | —                      | Jihad                     |
| «Blood Pigs»                                                                          | 2002 | —                      | —                      | Sevas Tra                 |
| «Possession»                                                                          | 2002 | —                      | —                      | Sevas Tra                 |
| «Warhead»                                                                             | 2004 | —                      | —                      | House of Secrets          |
| «Ghostflowers»                                                                        | 2007 | —                      | —                      | The Ascension             |
| «Breed»                                                                               | 2007 | —                      | —                      | The Ascension             |
| «Perfectly Flawed»                                                                    | 2008 | —                      | —                      | The Ascension             |
| «Smash the Control Machine»                                                           | 2009 | 27                     | 28                     | Smash the Control Machine |
| «Rise, Rebel, Resist»                                                                 | 2010 | —                      | —                      | Smash the Control Machine |
| «Fists Fall»                                                                          | 2011 | —                      | —                      | Atavist                   |
| «Not to Touch the Earth»                                                              | 2011 | —                      | —                      | Atavist                   |
| «Apex Predator»                                                                       | 2013 | —                      | —                      | Hydra                     |
| I Cold Blood                                                                          | 2016 | -                      | -                      | Generation Doom           |
| Royals                                                                                | 2016 |                        | 39                     | Generaton Doom            |
| To the Gallows                                                                        | 2018 | -                      | -                      | Kult 45                   |
| Shelter in Place                                                                      | 2018 | -                      | -                      | Kult 45                   |
| «—» позначає записи, які не увійшли у чарти, або не були випущені на даній території. |      |                        |                        |                           |

#### Промо-сингли
| Назва                   | Рік  | Альбом        |
| ----------------------- | ---- | ------------- |
| «March of the Martyrs»  | 2007 | The Ascension |
| «Necessary Accessories» | 2008 | The Ascension |
| «Special Pets»          | 2008 | The Ascension |
| ''Molotov''             | 2018 | Kult 45       |